# الجريشانية
فيضة الجريشانية منطقة عراقية في جنوب مدينة السلمان بقضاء السلمان في محافظة المثنى في صحراء الحجرة بالبادية العراقية بجنوب العراق، تحتوي بعض أرجاء منخفض الجريشانية على مواد غرينية وطينية ذات أصل نهري ورمال ذات أصل ريحي